# Georg Fink (Ringer)
Georg Fink (* 11. Mai 1915 in Göppingen; † 25. Juni 1994 in Wangen im Kreis Göppingen) war ein deutscher Ringer im Leicht-, Welter- und Mittelgewicht in beiden Stilarten (griechisch-römisch und Freistil).

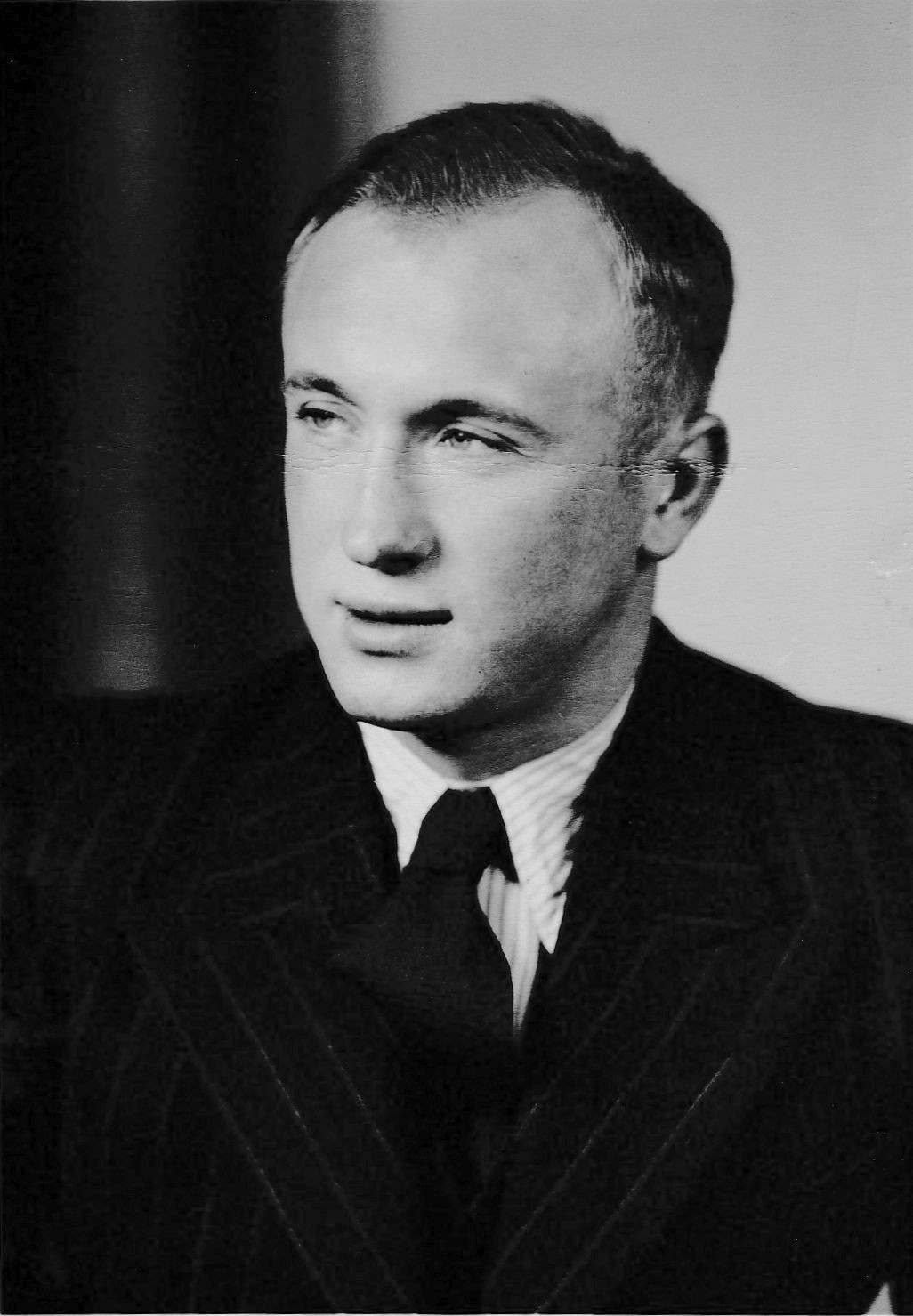
Georg Fink, 1941

## Biografie
Finks sportliche Laufbahn begann mit Leichtathletik und Fußball, ehe er sich mit großem Erfolg dem Ringen zuwandte. Mit sechzehn Jahren erstmals auf der Matte, stand er bereits ein halbes Jahr später in der aktiven Mannschaft des Göppinger Sportvereins, die damals Süddeutscher Meister wurde.
Fink strotzte nicht vor Kraft, sondern er war ein technisch versierter Ringer, der durch seine feinfühlige Spezialität, den Hüftschwung, viele seiner Gegner in Schwierigkeit brachte und besiegen konnte.
1932 nahm er zum ersten Mal an deutschen Jugendmeisterschaften teil und wurde Dritter im Weltergewicht. Ein Jahr später wurde er deutscher Jugendmeister im Mittelgewicht. Im selben Jahr bezwang er den wohl besten Ringer jener Zeit, den Münchner Europameister Sebastian Hering bei einem Turnier in Göppingen nach Punkten. 1936 wurde er erstmals deutscher Vizemeister im Weltergewicht im griechisch-römischen Stil. Er kam in den Olympiakader, doch drei Wochen vor Beginn der Berliner Spiele brach er sich im Kampf gegen den späteren Silbermedaillen-Gewinner Wolfgang Ehrl (München) den Arm und verbrachte mit „Ringer-Wehen“ die Zeit der Olympischen Spiele im Krankenhaus.
Nach seiner Genesung mischte Fink weiter in der deutschen Spitzenklasse mit. Von 1937 bis 1940 stand er bei den deutschen Ringermeisterschaften im Weltergewicht im griechisch-römischen Stil jeweils auf dem Siegertreppchen. Zweimal wurde er Vizemeister, zweimal kam er auf den dritten Platz. Immer wieder traf er auf den mehrfachen Europameister und Olympiazweiten Fritz Schäfer, den er zwar in Freundschafts-, aber nie in Titelkämpfen schlagen konnte, wobei auch Pech hinzukam wie bei den deutschen Meisterschaften 1937. Die Kölnische Zeitung berichtete damals: „… Fink zog bereits in der ersten Minute einen Hüftzug, wobei Schäfer auf beide Schultern kam, doch dieser Augenblick der Niederlage wurde von den Richtern leider verpaßt.“
Sechsmal vertrat Fink die deutschen Farben bei Länderkämpfen. Fünfmal war er dabei erfolgreich.
Fink konnte in seinem besten Ringeralter durch Krieg – er kämpfte als Gruppenführer im Rang eines Unteroffiziers in einer Panzerjägereinheit im Frankreich- und Russlandfeldzug und wurde am 4. August 1943 in Russland mit dem Eisernen Kreuz 1. Klasse ausgezeichnet – und Gefangenschaft von 1941 bis 1946 keine Wettkämpfe bestreiten.
Nach dem Krieg wurde er dreimal hintereinander, jetzt für TV Jahn Göppingen startend, Süddeutscher Meister im Leichtgewicht (1947–1949), wobei er so renommierte Ringer wie den Olympiazweiten Wolfgang Ehrl und den späteren deutschen Meister und Mannschaftskameraden Walter Hahn hinter sich ließ. Bei den deutschen Meisterschaften 1949 wurde er Dritter im Leichtgewicht (griechisch-römisch). Insgesamt war er achtmal württembergischer Meister im Ringen.
Zum Ende seiner Laufbahn stellte er sich nur noch für Mannschaftskämpfe zur Verfügung, ehe er sich 1954 im Alter von 39 Jahren und nach über tausend Kämpfen auf der Matte gänzlich zurückzog. Im selben Jahr wurde ihm die Sport-Ehrenplakette seiner Geburtsstadt Göppingen verliehen.